# Melanotaenia ogilbyi
Melanotaenia ogilbyi är en fiskart som beskrevs av Weber, 1910. Melanotaenia ogilbyi ingår i släktet Melanotaenia och familjen Melanotaeniidae. IUCN kategoriserar arten globalt som otillräckligt studerad. Inga underarter finns listade i Catalogue of Life.